# Šimanovsk
Šimanovsk (rusky Шимановск) je město v Amurské oblasti v Ruské federaci. Při sčítání lidu v roce 2010 měl bezmála dvacet tisíc obyvatel.

## Poloha a doprava
Šimanovsk se nalézá na řece Bolšaja Pjora, pravém přítoku Zeji. Od Blagověščensku, správního střediska oblasti, je vzdálen 250 kilometrů severozápadně.
Přes Šimanovsk vede Transsibiřská magistrála. Zdejší stanice Šimanovskaja je na 7723 kilometru od Moskvy.

## Dějiny
Šimanovsk vznikl v roce 1910 v souvislosti se stavbou Amurské železnice, zdejší části Transsibiřské magistrály. Původně se nazýval Pjora podle řeky, po otevření tratě v roce 1914 byl přejmenován na Gondatti podle tehdejšího zdejšího gubernátora Nikolaje Gondattiho. V roce 1920 byla stanice přejmenována na jméno Šimanovskaja a sídlo na Vladimiro-Šimanovskij k poctě železničního inženýra Vladimira Šimanovského (1882–1918), který během Ruské občanské války padl na straně Rudé armády v Blagověščensku.
Jméno sídla bylo zkráceno na Šimanovsk v roce 1950, kdy se stal městem.
V sedmdesátých letech dvacátého století Šimanovsk pozvedla stavba Bajkalsko-amurské magistrály.